# Uniwersytet Illinois w Chicago
Uniwersytet Illinois w Chicago, UIC (od ang. University of Illinois at Chicago) – amerykański stanowy uniwersytet badawczy. Należy do stanowego systemu Uniwersytetu Illinois i jest w Chicago największym uniwersytetem pod względem liczby studentów (25 tysięcy).
W jego skład wchodzi 15 college’ów (w tym największa szkoła medyczna). Roczny budżet szkoły sięga 290 milionów dolarów, co jest raczej małą kwotą w zestawieniu z budżetami prywatnych uczelni z tego miasta: Uniwersytetu Chicagowskiego (prowadzi on prace badawcze sponsorowane z zewnątrz uczelni kwotami rzędu $407,5 mln dolarów, a oprócz tego prowadzi osobne centrum medyczne i dwa narodowe laboratoria w fizyce kwantowej i inżynierii stosowanej: Fermilab i Argonne National Laboratory; posiada endowment 6,4 mld dolarów) czy Northwestern University (1509,2 tys. dolarów w dochodach, 1270,7 w wydatkach w roku fiskalnym 2007; endowment: 7,2 mld dolarów).
Uniwersytet jest złożony z trzech miasteczek uniwersyteckich. Zrzesza 24 353 studentów oraz 2300 członków wydziału i sztabu szkoleniowego.
Uniwersytet położony jest na 311 akrach ziemi pomiędzy Near West Side (Little Italy) a wioską uniwersytecką UIC. Wschodnie miasteczko uniwersyteckie składa się w trzech akademików, miasteczko południowe z dwóch, a zachodnie miasteczko uniwersyteckie z jednego akademika.

## Historia

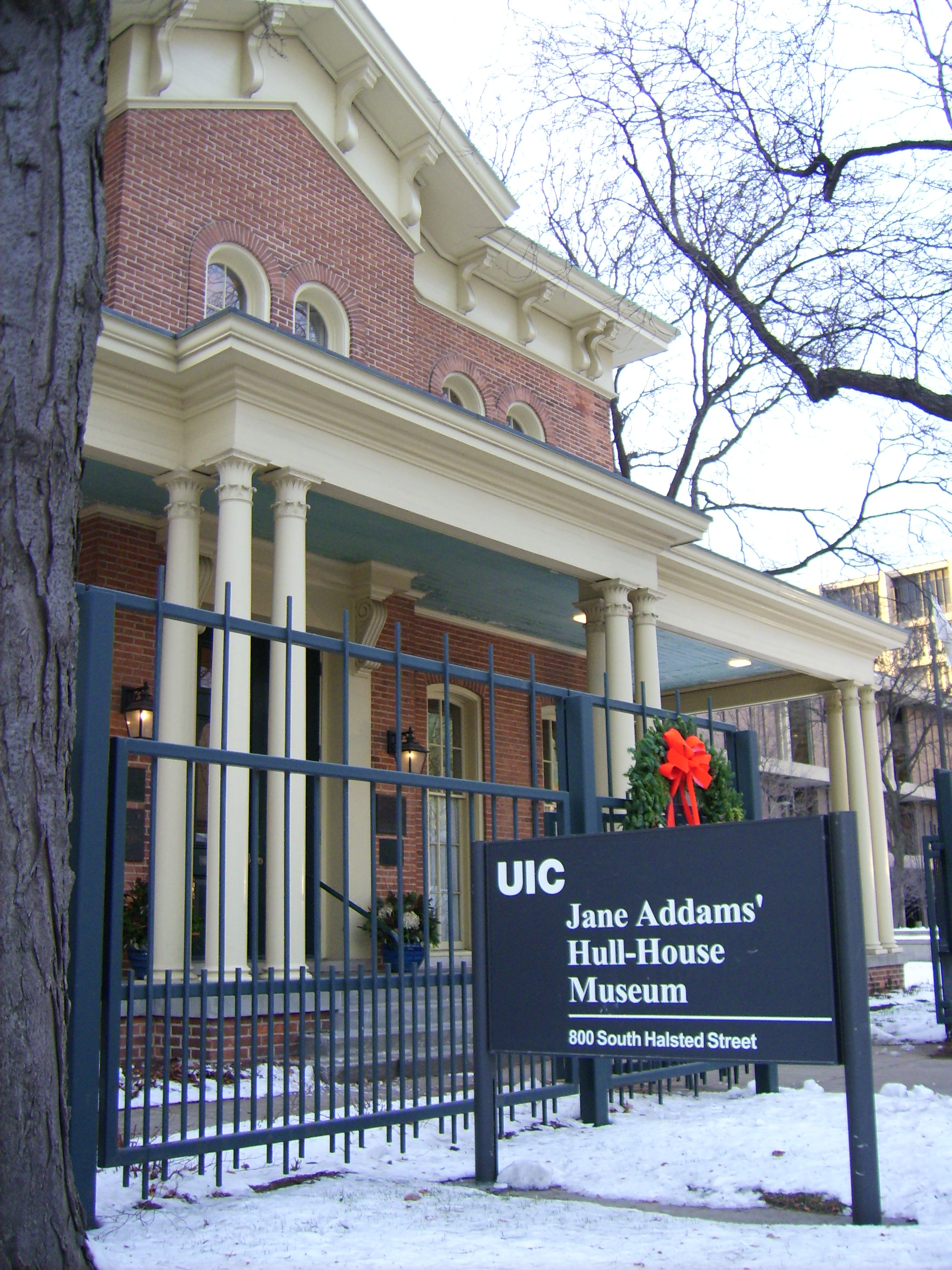
Hull House

Uniwersytet Illinois został założony w 1982 w wyniku połączenia Medycznego Centrum Uniwersytetu Illinois i Uniwersytetu Illinois w Chicago Circle. Centrum Medyczne zostało założone w 1858, jako Chicagowski Charytatywny Szpital Okulistyki i Słuchu. Chicago Circle został założony w 1965 r.

## Wydziały uniwersyteckie
Uniwersytet Illinois oferuje 77 różnych stopni naukowych nauk humanistycznych i 60 stopni doktorskich w swoich 15 college’ach, a w tym:

### University of Illinois College of Medicine
Do College of Medicine na University of Illinois na praktyki naukowe i kliniczne uczęszcza 2600 studentów. Posiada własne miasteczka uniwersyteckie w Chicago, Peoria, Rockford i Urbana. Posiada ok. 4000 wydziałów w całym stanie.
W miasteczkach uniwersyteckich studenci mieszkają przez wszystkie cztery lata nauki a studenci umieszczeni w innych kampusach odbywają, przez pierwszy rok, kliniczne praktyki w miasteczku uniwersyteckim w Urbana. Na drugim roku wielu z nich przechodzi do Rockford lub Peoria.
Historia College’u Medycznego sięga 1858 roku kiedy to powstał Chicagowski Charytatywny Szpital Okulistyki i Słuchu. W 1859 roku powstał Chicagowski College Farmaceutyki, a w 1882 Prywatny College Lekarzy i Chirurgów. Te trzy uczelnie zostały wchłonięte przez Uniwersytet Illinois w 1913 roku.

### Pozostałe wydziały
- College of Applied Health Sciences
- College of Architecture and the Arts
- College of Business Administration
- College of Dentistry
- College of Education
- College of Engineering
- Graduate College
- Honors College
- College of Liberal Arts
- College of Nursing
- College of Pharmacy
- School of Public Health
- College of Social Work
- College of Urban Planning and Public Affairs

### Placówki i programy naukowe
- Centrum chorób rakotwórczych
- Centrum Biologii Strukturalnej
- Neurologia
- Council for Teacher Education
- Graduate Education in Medical Sciences
- Guaranteed Professional Programs Admissions
- Moving Image Arts
- Narodowe Centrum Doskonalenia Zdrowia Kobiet.
- Biuro Wydarzeń Międzynarodowych
- Biuro do spraw studiów zagranicznych
- Biuro Specjalnych Programów Stypendialnych

## Centrum Medyczne
Uniwersytet Illinois obsługuje głównie publiczne Centrum Medyczne i służy głównie do kształcenia lekarzy, dentystów, farmaceutów, pielęgniarek UIC obsługuje główne publiczne medyczne centrum stanu i służy jako główny wychowawca lekarzy Illinois, dentystów, farmaceutów, pielęgniarek i innych profesjonalnych zawodów medycznych. Ponad 40% dentystów pracujących w stanie Illinois jest absolwentami College’u UIC Dentystyki.

## Miasteczko uniwersyteckie

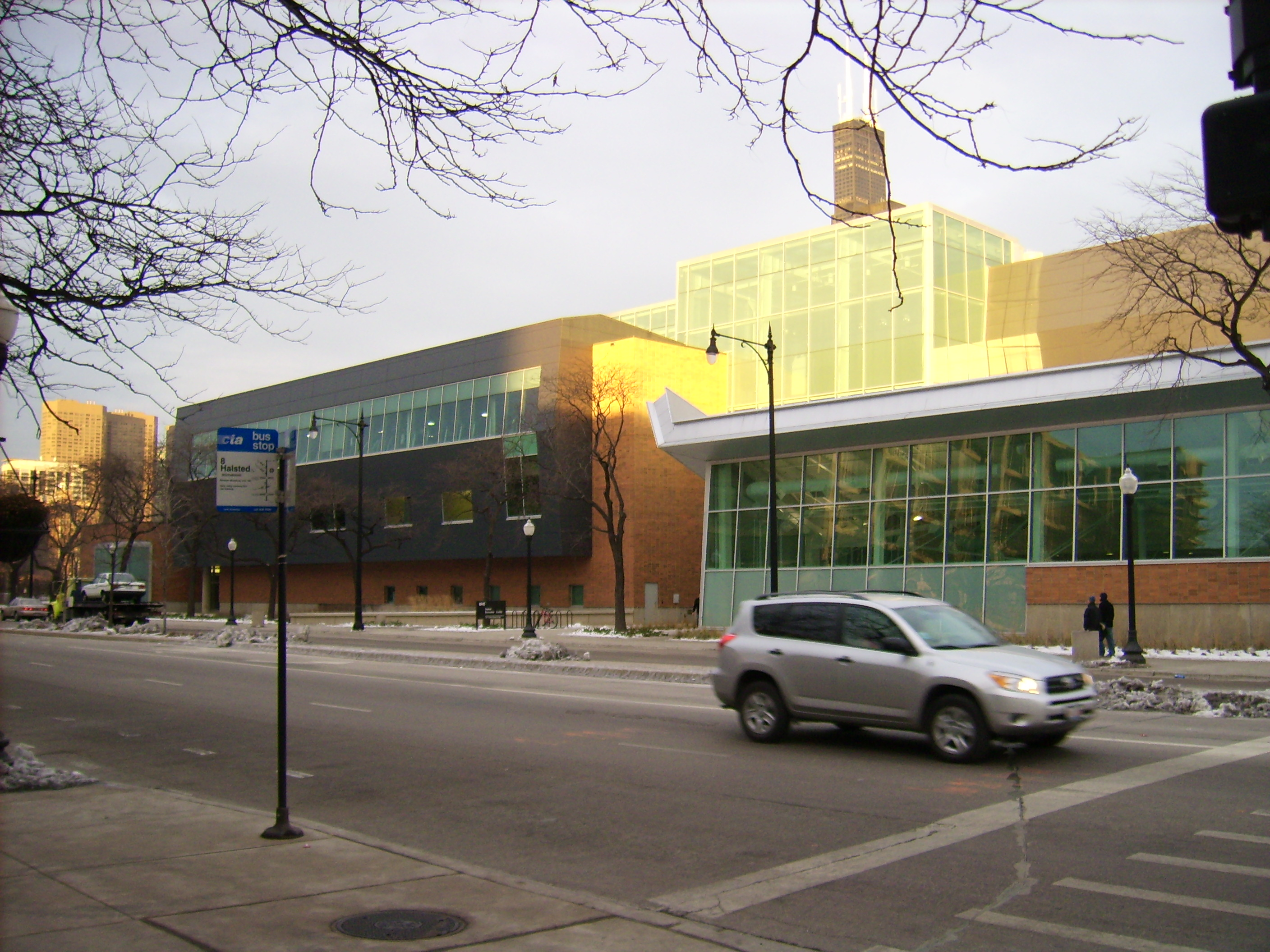
Ośrodek studencki rekreacji

Miasteczko uniwersyteckie UIC, znajduje się w Little Italy (wioska uniwersytecka niedaleko Chicago) na zachód od dzielnicy finansowej.
W jego sąsiedztwie znajdują się sklepy, restauracje, bary, księgarnie, kawiarnie i muzea. Wioska Uniwersytecka złożona jest z 9 budynków w których zamieszkuje 3100 studentów.
Uniwersytet Illinois posiada również wiele innych miejsc przeznaczonych dla swoich studentów. Trzy akademiki znajdują się we Wschodnim Kampusie.
Akademiki zachodnie i południowe mają tradycyjne budynki z dwuosobowymi pokojami, wspólnym korytarzem i wspólnymi łazienkami znajdującymi się na każdym piętrze. Trzeci akademik posiada wspólne sale oraz prywatne małe łazienki. Wszystkie trzy budynki połączone są ze Wschodnim Centrum Studenckim, gdzie znajduje się stołówka, księgarnia i Inner Circle.
Zachodnie miasteczko studenckie położone jest w centrum dzielnicy medycznej w Illinois i złożone jest z pojedynczych budynków – apartamentów dla studentów wyższego roku, Polk Street Residence i Domu studenckiego (Student Residence Hall). Zachodnie miasteczko jest siedzibą uniwersyteckiego programu nauk medycznych obejmujący College Medyczny, farmaceutykę, pielęgniarstwo, stomatologię, medycynę stosowaną i społeczną, jak również Bibliotekę Nauk Medycznych.
Na południowe miasteczko uniwersyteckie składa się budynek Marie Robinson Hall i Thomas Beckham Hall, które są apartamentami.
Z początkiem 2007 roku otworzono James Stukel Towers, który jest nowym akademikiem dla studentów pierwszo- i drugorocznych. Budynek posiada pokoje dwuosobowe, w których znajdują się małe łazienki i pokój dzienny. W akademiku znajduje się również stołówka.
W pobliżu miasteczka uniwersyteckiego przebiega linia metra i znajdują się trzy stacje: Illinois Medical District, Nursing i UIC-Halsted.

## Studenci
Studencka społeczność tworzy mozaikę narodowości, nie ma jednak rasowej ani etnicznej większości. W 2005 roku liczba studentów różnych narodowości kształtowała się w następujący sposób:
| Rasa                       | Liczba | Procent |
| -------------------------- | ------ | ------- |
| Azjaci                     | 6,561  | 43,3%   |
| Azjoamerykanie             | 3,849  | 24%     |
| Latynosi                   | 2,499  | 16,5%   |
| Afroamerykanie             | 1,377  | 8,9%    |
| Rdzenni mieszkańcy Ameryki | 37     | 0,02%   |
| Przedstawiciele innych ras | 1,013  | 6,7%    |

## Ranking uniwersytetu

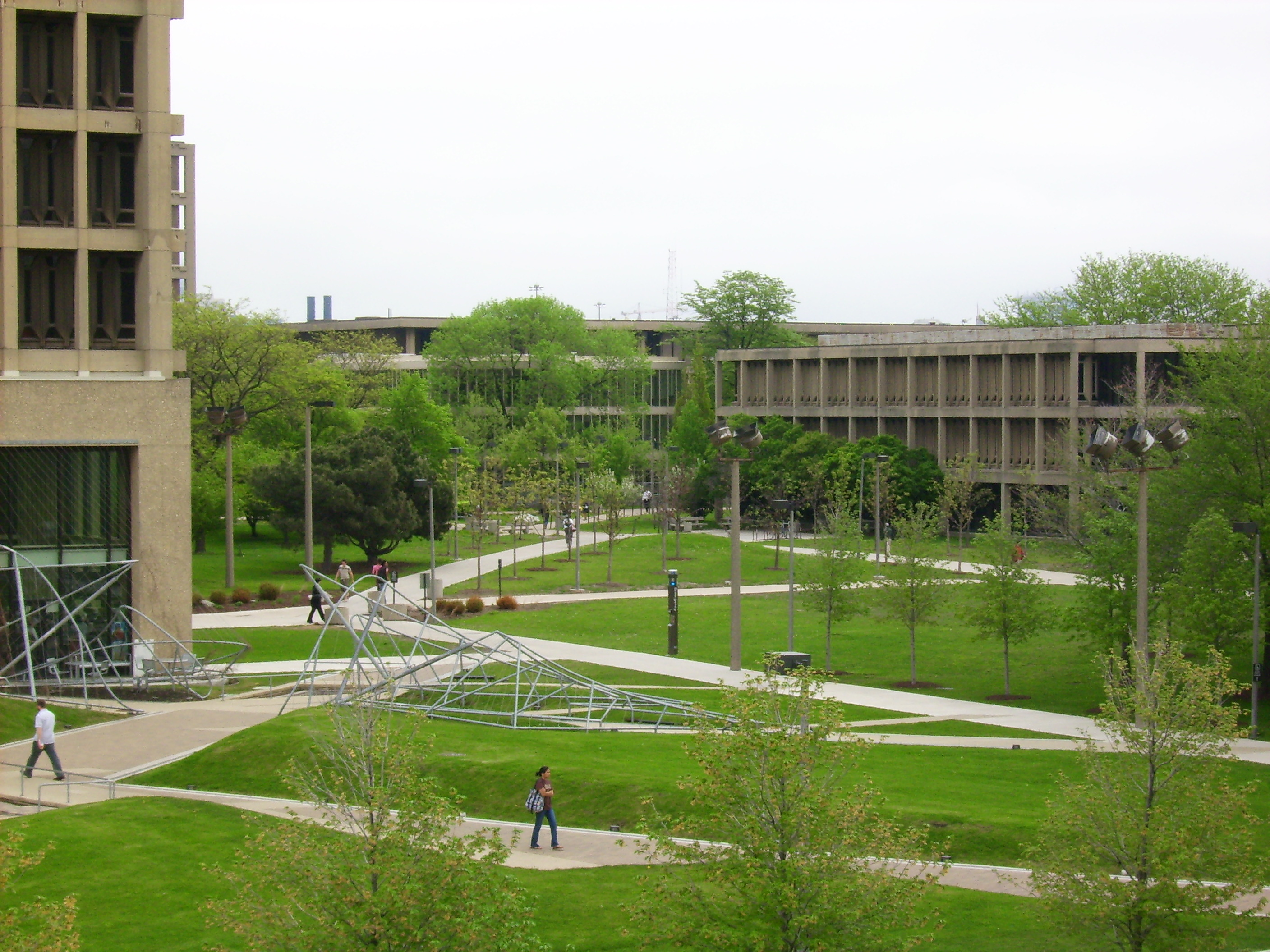
Kampus wschodni

Uniwersytet Illinois jest jednym z 88 amerykańskich uniwersytetów zaliczanych do Instytucji Badań Carnegie, Fundacji Carnege.
W 2005, Narodowa Fundacja Nauki zaszeregowała UIC na 48 miejscu z ponad 650 uniwersytetów otrzymujących fundusze federalne ma badania naukowe.
W 2007, UIC zajął 102 miejsce w światowym rocznym wykazie dla Najlepszych 500 Światowych Uniwersytetów, opublikowanym przez Instytut Wyższej Edukacji w Szanghaju w Chinach. Czasopisma Princeton Review i Entrepreneur sklasyfikowały Uniwersytet na 9 miejscu pod względem przedsiębiorczości i na 12 miejscu pod względem programów badawczych absolwentów.
W 2007 roku w amerykańskim News & World Report biznesowy program studencki Uniwersytetu Illinois został sklasyfikowany na 73 miejscu w kraju (najlepszy w obszarze Chicago) i na 60 miejscu pod względem programu inżynieryjnego.
Inne miejsca rankingowe:
- Księgowość – 28 miejsce
- Nauki biologiczne – 90 miejsce
- Chemia – 70 miejsce
- Psychologia kliniczna – 49 miejsce
- Informatyka – 58 miejsce
- Kryminologia – 20 miejsce
- Edukacja – 42 miejsce z 276 programami
- Inżynieria – 58 miejsce w ogólnym rankingu
- J. angielski – 39 miejsce
- Finanse – 22 miejsce
- Szuka: – 54 miejsce
- Historia: 42 miejsce w ogólnym rankingu
- Matematyka: 38 miejsce w ogólnym rankingu
  - geometria – 19 miejsce
  - logika – 5 miejsce
  - topologia – 12 miejsce
- Szkoła Medyczna: 62 miejsce
- Opieka:
  - w rankingu ogólnym – 8 miejsce
  - opieka administracyjna – 7 miejsce
  - opieka lekarska rodzinna – 9 miejsce
  - opieka rodzinna – 11 miejsce
  - pediatria – 11 miejsce
- Położnictwo: 3 miejsce
- Terapia zawodowa: 4 miejsce
- Farmaceutyka: 8 miejsce
- Terapia fizyczna: 16 miejsce
- Fizyka: 62 miejsce
- Psychologia: 99 miejsce
- Wydarzenia publiczne: 46 miejsce
- Zdrowie społeczne: 16 miejsce
- Praca społeczna: 24 miejsce
- Socjologia: 46 miejsce

## Sport

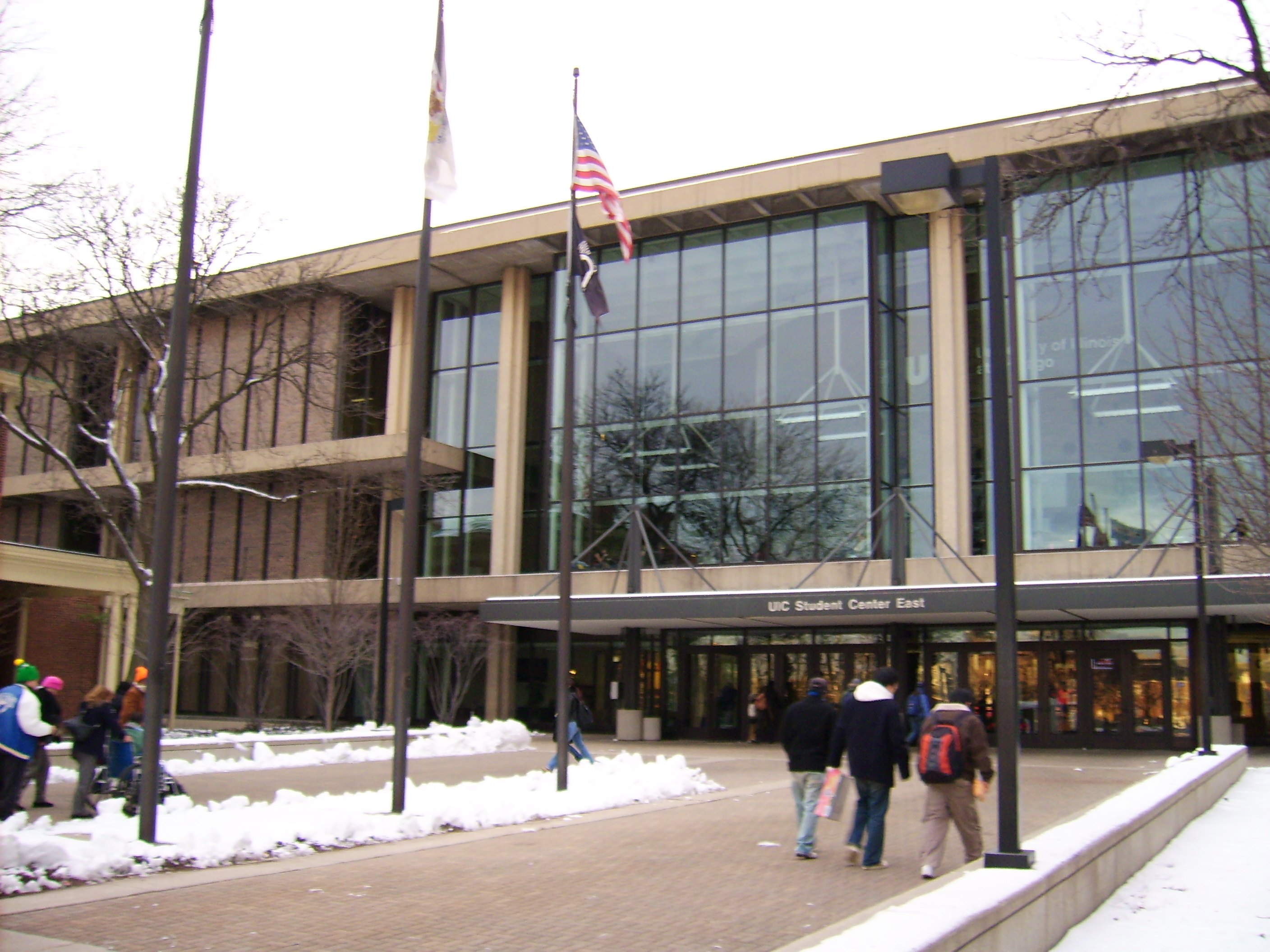
Centrum studenckie

Sportowe zespoły Uniwersytetu Illinois zwane są Płomieniami (Flames), co jest odniesieniem do Wielkiego Ognia Chicago. Barwami uczelni jest kolor granatowy i czerwony. Płomienie uczestniczą w NCAA’s Division I jako część ligi Horizon League. Maskotką zespołu jest Sparky D. Dragon. siedzibą zespołów koszykówki jest UIC Pavilion. Około 300 studentów rywalizuje w 18 zespołach sportowych.

### Koszykówka
Męski zespół koszykówki rywalizował w turnieju NCAA w 2004, 2002 i 1998 roku i uczestniczył w turnieju NIT w 2003 roku.

### Tenis
Żeńska reprezentacja tenisa wygrywała mistrzostwa konferencji dziesięciokrotnie z rzędu a żeński zespół softballu w latach 1999–2005 sześciokrotnie sięgał po tytuł mistrzowski.

### Baseball
Zespół męski baseballu odniósł 5 kolejnych zwycięstw w sezonie od 2001–2006.

### Lekkoatletyka
Lekkoatletyka w Uniwersytecie Illinois ma swoją historię sięgającą istniejącego wcześniej College of Physicians and Surgeons w 1880 roku. College. Istniała wówczas drużyna koszykówki i piłki nożnej, a jej barwami była czerwień i kolor jodu.
Tymczasem w 1946 roku Chicago Illini reprezentował dwuletni Uniwersytet Illinois, którego siedziba znajdowała się na Navy Pier.
W 1965 Chicago Illini przeniosło się do Harrison i sąsiedniego Halsted, by grać dla i reprezentować Uniwersytet Illinois Chicago – kampus Circle. W tym okresie zespół znany był jako Chikas, od plemienia Indiańskiego Chickasaw. W połowie roku 1970 nazwa została zmieniona z powodu politycznych skojarzeń słowa (chicas w języku hiszpańskim oznaczał dziewczynę). od tego roku aż do powstania Uniwersytetu Illinois w dzisiejszej strukturze Drużyna nazywała się „Okrąg” (Circle).

## Media studenckie
- Chicago Flame – niezależny tygodnik;
- UIC Radio – internetowa stacja radiowa;
- Red Shoes Review – czasopismo literackie;
- Housing Cable TV Closed- telewizyjna stacja kablowa.

## Absolwenci

### Naukowcy
- Bill Ayers
- Ahmed Belkaoui
- Daniel Bernstein
- John D'Emilio
- Stanley Fish
- Stedman Graham
- Gerald Graff
- Paul J. Griffiths
- Charles King
- Deirdre McCloskey
- Walter Benn Michaels
- S. Jay Olshansky
- Dick Simpson

### Architekci
- Michael G. Turnbull, 1973
- Adrian Smith – projektant wieży Trump Tower w Chicago, Burj Dubai i wieży Jin Mao Tower

### Artyści
- Janina Gavankar – aktorka
- Michael Gross, 1970. – aktor telewizyjny, znany z roli Stevena Keatona w sitcomie Family Ties.
- Daniel Henney – aktor

### Business
- Sapan Desai – prezydent Apex Testing i Surgery Consults
- Władysław Kotaba, 1972[13] – przedsiębiorca i konsul
- Leonard Roberts, 1971
- Adrian D. Smith, 1969
- David Zucker

### Politycy
- Carol Moseley Braun, 1969 – pierwsza kobieta Afroamerykanka wybrana do senatu Stanów Zjednoczonych.
- Mary Mahler, 1972
- Bobby L. Rush, 1994 – kongresmen
- James R. Thompson – gubernator Illinois

### Pisarze i dziennikarze
- Kenny Techstepper, 2006
- Bernard Shaw, 1968
- Shel Silverstein